# Рукшинская сельская община
Рукшинская сельская община (укр. Рукшинська сільська громада) — территориальная община в Днестровском районе Черновицкой области Украины.
Административный центр — село Рукшин.
Население составляет 7870 человек. Площадь — 108,57 км².
В соответствии с распоряжением Кабинета Министров Украины от 12 июня 2020 года, в состав общины вошла территория Гордовецкого, Пригородокского, Рашковского, Рукшинского и Чепоносского сельских советов упразднённого Хотинского района

## Населённые пункты
В состав общины входит 6 сёл:
- Рукшин
- Рашковский старостинский округ:
  - Гордовцы
  - Рашков
- Пригородокский старостинский округ:
  - Орестовка
  - Пригородок
- Чепоносский старостинский округ:
  - Чепоносы